# Alessandra Belloni
Alessandra Belloni (născută la 24 iulie 1954 la Roma) este o cântăreață, cantautoare, bateristă - virtuoz al tamburinei, dansatoare ,coregrafă, etnomuzicolog, terapistă prin dans și profesoară italo-americană, cunoscută pentru interpretările și cercetările ei în domeniul folclorului italian (musica popolare), mai ales al tarantellei, în acompaniament de tamburină.
S-a interesat îndeosebi de cultura muzicală și religioasă a tarantismului și a femeilor din satele Apuliei și Calabriei. Performanțele lui Belloni sunt numeroase și apreciate în Statele Unite și în Brazilia.

## Biografie
Belloni s-a născut în 1954 la Roma, ca fiică a unui cioplitor în marmură și al unei femei dintr-o familie cu tradiții muzicale din Rocca di Papa din Lazio. Bunicul ei matern, brutar de profesie, a fost vestit în satul său pentru interpretarile sale la tamburină și la alte instrumente muzicale. La 17 ani  in 1971 ea a plecat la New York să-și viziteze sora și ca să urmeze o carieră muzicală. În 1974 a studiat actoria la Studioul HB și a jucat pentru o surtă vreme în cinema, intre altele, jucând rolul unei prințese turce în filmul lui Federico Fellini, „Casanova”, pentru care a învățat „dansul din buric”.  Ea a studiat la Universitatea din New York cu Dario Fo, de asemnea  a făcut studii de canto cu Michael Warren si Walter Blazer. 

### Activitatea
În anul 1980 împreună cu John La Barbera,  Belloni a înființat trupa de teatru, dans popular și muzica „I Giullari di Piazza” (Jonglerii din piață) cu care a facut turnee în spectacole în Statele Unite și în Europa, De asemenea a devenit artista in rezidenta a catedralei episcopaliene St John the Divine din New York. Belloni s-a perfecționat cu percuționistul sicilian Alfio Antico în tehnica cântatului la tamburină, de asemenea a colaborat cu percuționistul Glen Velez, figură conducătoare în renașterea tobelor manuale cu ramă în America, pe care l-a cunoscut in 1982 când a lucrat la „Bread and Puppet Theatre”
Velez i-a facut cunoscută cartea lui Ernesto de Martino «La Terra del Rimorso »(Pământul remușcării) care i-a trezit interesul de a studia tarantismul din Apulia. Incepand din anul 1984 Belloni a luat parte la serbarea lui San Rocco di Torrepaduli la Salento în Apulia, o festivitate de vară cu participarea de tamburine și cu tarantele de tip pizzica. Fostul ei soț a fost Dario Bollini.
Alessandra Belloni predă dansuri traditionale din cadrul unor ritualuri lecuitoare antice destinate femeilor care au suferit de sexualitate inhibată, abuz sexual, oboseală și senzația ca sunt legate ca într-o pânză de păianjen. Tarantismul sau „mușcătura de păianjen”  era o formă de isterie care se vindeca de obicei prin cântat din tobă și prin dansul antic numit „pizzica tarantata”. 
Pizzica înseamnă înțepătură, iar femeia deprimată și singură care a suferit de tarantism se numește tarantata.
Dansul ecstatic este destinat să exorcizeze otrava mușcăturii și să restaureze sănătatea.
Belloni a studiat și tradițiile Madonei Negre mai ales serbările Madonei din Montevergine din Campania, unde există, de asemenea, practici de dans extatic din perioada pre-creștină, elenă. ea a apelat și la tradiții de artă și cântare din tobe din Brazilia, inclusiv toba oceanică Remo, care făceau parte din cultul lui Yemanja și Oshun, precum și la arta toboșarilor din Africa.
În afara reinvierii muzicii tradiționale, Belloni a compus și cântece folk originale inspirate de Madona Neagră și de teme braziliene precum și cântece de dragoste în tradiția italiană
Belloni se ocupă și cu terapie prin dans, cura pe care o practică numindu-se „Rythm is the Cure” in care participantele poarta eșarfe roșii. Din anul 2009 ea conduce la New York un ansmablu de femei cântând la tobă numit „Fiicele lui Cybele”.
Spectacolele ei „Rhythm is the Cure” și  „Tarantella Spider Dance”  combină muzică. dansuri tammuriata, joc din tobă, drama, dansuri ale focului si ale aerului,etc. Spider Dance incepe cu nașterea Femeii Păianjen si urmareste dezvoltarea dansului pizzica tarantata de la ritualurile antice ale lui Cybele și Dionysos și până la folclorul italian de azi.

### Viața particulară
Belloni a fost căsătorită în trecut cu Dario Bollini care a regizat o parte din filmele de televiziune despre activitatea ei.

## Discografie

### cu I giullari di Piazza
- 1995: Earth, Sun & Moon -  Lyrichord                                                                                27
- 2009: Tarantella Spider Dance

### Solo
- 2000: Tarantata: Dance of the Ancient Spider  Sounds True
- 2002: Tarantelle and Canti d'Amore - Naxos World 760492
- 2007: Daughter of the Drum  publicare proprie